# FAB LOVE
『FAB LOVE』（ファブ・ラブ）は、日本の音楽ユニット・GRANRODEOの8枚目のオリジナルアルバム。 2019年5月15日にLantisから発売された。

## 概要
前作「Pierrot Dancin'」以来約2年ぶりのアルバム。前作後に発売されたシングル及びカップリング曲を含めた全13曲が収録されている。
初のL.Aレコーディングに挑戦した8thアルバム。TVアニメ『最遊記RELOAD BLAST』OP主題歌「move on! イバラミチ」、『劇場版 黒子のバスケ LAST GAME』主題歌「Glorious days」他収録。 
初回限定盤には、アルバムリード曲である『FAB LOVE』『Take it easy』の2曲のMusic Clip、2018年8月11日に山口県宇部市の渡辺翁記念会館にて行われた「GRANRODEO LIVE 2018 KISHOW 宇部凱旋 ロデオぶるとっぴん 〜暑ぅてわやになりそうじゃけえ皆でぶち盛り上がろうや〜」ライブの模様をダイジェスト版で収録したBDが同梱されている。

## 収録内容
| 全作詞: 谷山紀章、全作曲・編曲: 飯塚昌明。 |                                       |                      |            |      |
| #                                          | タイトル                              | 作詞                 | 作曲・編曲 | 時間 |
| 1.                                         | 「fabulous」(Instrumental)            | 谷山紀章 [ 注釈 3 ]  | 飯塚昌明   | 0:54 |
| 2.                                         | 「FAB LOVE」                          | 谷山紀章 [ 注釈 4 ]  | 飯塚昌明   | 4:40 |
| 3.                                         | 「move on! イバラミチ」               | 谷山紀章 [ 注釈 5 ]  | 飯塚昌明   | 4:19 |
| 4.                                         | 「Jump And Pump」                     | 谷山紀章 [ 注釈 6 ]  | 飯塚昌明   | 5:18 |
| 5.                                         | 「BEASTFUL」                          | 谷山紀章 [ 注釈 7 ]  | 飯塚昌明   | 4:37 |
| 6.                                         | 「ラクガキMOON」                      | 谷山紀章 [ 注釈 8 ]  | 飯塚昌明   | 5:51 |
| 7.                                         | 「BIG SUN」                           | 谷山紀章 [ 注釈 9 ]  | 飯塚昌明   | 4:45 |
| 8.                                         | 「JUNK-YARD DOG」                     | 谷山紀章 [ 注釈 10 ] | 飯塚昌明   | 4:35 |
| 9.                                         | 「Deadly Drive」                      | 谷山紀章 [ 注釈 11 ] | 飯塚昌明   | 3:57 |
| 10.                                        | 「エンドレスサマー」(with FIRE HORNS) | 谷山紀章 [ 注釈 12 ] | 飯塚昌明   | 5:23 |
| 11.                                        | 「Glorious days」                     | 谷山紀章 [ 注釈 13 ] | 飯塚昌明   | 5:31 |
| 12.                                        | 「the one」                           | 谷山紀章 [ 注釈 14 ] | 飯塚昌明   | 6:40 |
| 13.                                        | 「Take it easy」                      | 谷山紀章 [ 注釈 15 ] | 飯塚昌明   | 5:43 |
| 合計時間:                                  | 合計時間:                             | 62:13                |            |      |

| #   | タイトル | 作詞 | 作曲・編曲 |
| --- | --- | ---- | ---------- |
| 1.  | 「FAB LOVE」(Music Clip) |      |            |
| 2.  | 「Take it easy」(Music Clip) |      |            |
| 3.  | 「Deadly Drive」(GRANRODEO LIVE 2018 KISHOW 宇部凱旋 ロデオぶるとっぴん 〜暑ぅてわやになりそうじゃけえ皆でぶち盛り上がろうや〜 2018.8.11 (sat) 渡辺翁記念会館（以下同）) |      |            |
| 4.  | 「Punky Funky Love」 |      |            |
| 5.  | 「絶頂ポイズン」 |      |            |
| 6.  | 「マジカル・ストーリー」 |      |            |
| 7.  | 「delight song」(Acoustic) |      |            |
| 8.  | 「背徳の鼓動」 |      |            |
| 9.  | 「バラライ」 |      |            |
| 10. | 「Can Do」 |      |            |

## カバー
BEASTFUL
- 超特急 - 2020年8月19日発売の『GRANRODEO Tribute Album "RODEO FREAK"』に収録。